# Luís Alves de Lima e Silva
Luís Alves de Lima e Silva, Duc de Caxias (Porto da Estrela, 25 d'agost de 1803 - Desengano, 7 de maig de 1880) va ser un militar i estadista de l'Imperi del Brasil, governador, senador, tres vegades president del consell de ministres i comandant de l'Exèrcit del Brasil durant la Guerra de la Triple Aliança.
La referència a Caxias en el seu títol nobiliari (va ser primer baró, després comte, marquès i, finalment, duc) ve de la població homònima del Maranhão, que el militar va capturar durant la revolta de la Balaiada.

## Biografia
Era fill del brigadier Francisco de Lima e Silva, qui fou regent de l'Imperi del Brasil; i de Mariana Cândida de Oliveira Belo. La família del seu pare venia d'una llarga tradició militar, mentre que la família materna era propietària d'una finca agrícola a la Baixada Fluminense. Als cinc anys d'edat va entrar com a cadet d'infanteria de l'exèrcit del Regne Unit de Portugal, el Brasil i l'Algarve. Va ingressar a l'acadèmia militar de Rio de Janeiro als 15 anys d'edat i va ser part de la guàrdia imperial de Pere I en 1822. L'any següent va tenir el seu baptisme de foc durant una revolta d'esclaus i d'abolicionistes a Bahia.
Va participar en les campanyes de la Guerra Cisplatina (1825-1828), encara que no va arribar a combatre-hi en cap batalla important. El 1831 va participar activament en la repressió dels desordres ocorreguts a la capital quan es va produir l'abdicació de Pere I. El 1833 va contraure matrimoni amb Ana Luísa do Loreto Carneiro Vianna, de família aristòcrata. El matrimoni va tenir tres fills: Luísa, Ana i Luís Alves.
El 1839 va comandar les tropes imperials durant la repressió de la revolució coneguda com la Balaiada; l'èxit li va valer el títol Baró de Caxias i el nomenament com a Governador de la Província de Maranhão. El 1842 va reprimir dos nous aixecaments contra els esclavistes, a Minas Gerais i São Paulo.

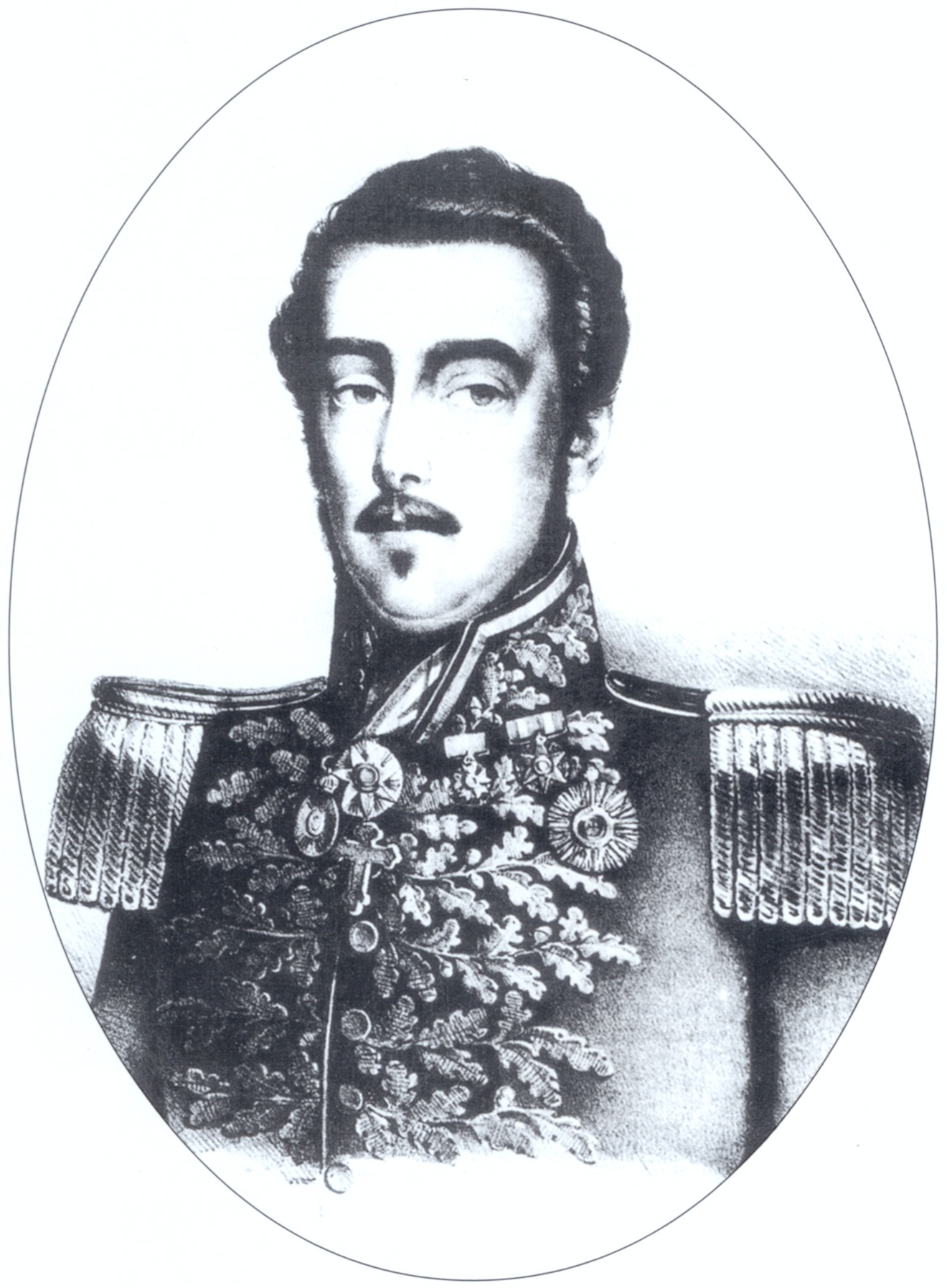
1841

Durant les etapes finals de la Guerra dels Farrapos (1835-1845), va ser nomenat comandant de l'exèrcit en operacions i president-governador de la Província de São Pedro do Rio Grande do Sul, amb el grau de Mariscal de Camp, als 39 anys d'edat. Va tenir un destacat paper en el tractat de pau (Tractat de Poncho Verde), que posava el punt final a gairebé una dècada de guerra civil, tot conservant les bones relacions amb els caps rebels vençuts. Va ser premiat amb el títol de Comte de Caxias i va obtenir el càrrec de senador de l'Imperi.
Durant la dècada del 1840, Caxias va invertir en plantacions de café i va adquirir un gran nombre d'esclaus. Es va fer un home ric, incrementant encara més el seu poder polític i esdevenint un dels principals noms del conservador Partit de l'Ordre.
En el marc de la Guerra Platina, el 1851 va ser nomenat comandant de l'Exèrcit del Sud, al capdavant del qual va envair l'Estat Oriental de l'Uruguai; a continuació va comandar les forces brasileres unides que formaven part de l'"Exèrcit Gran" de Justo José de Urquiza, dirigint-les en la batalla de Caseros. Encara que les forces brasileres van estar sota el comandament del brigadier Manuel Marques de Souza, Caxias va encapçalar la desfilada de la victòria a Buenos Aires.
Ja elevat al rang de Marquès de Caxias, va ser nomenat President del Consell de Ministres (càrrec equivalent al de Primer Ministre) el 1856, encara que l'home fort del seu govern era el ministre de Relacions Exteriors i de Marina, José Maria da Silva Paranhos. Va conservar el càrrec fins al 1857. Durant els anys següents va ser nomenat Ministre de Guerra. El 1861 va tornar a ser President del Consell de Ministres, amb Silva Paranhos com a ministre d'Hisenda i Relacions exteriors; va deixar el càrrec el 1862.

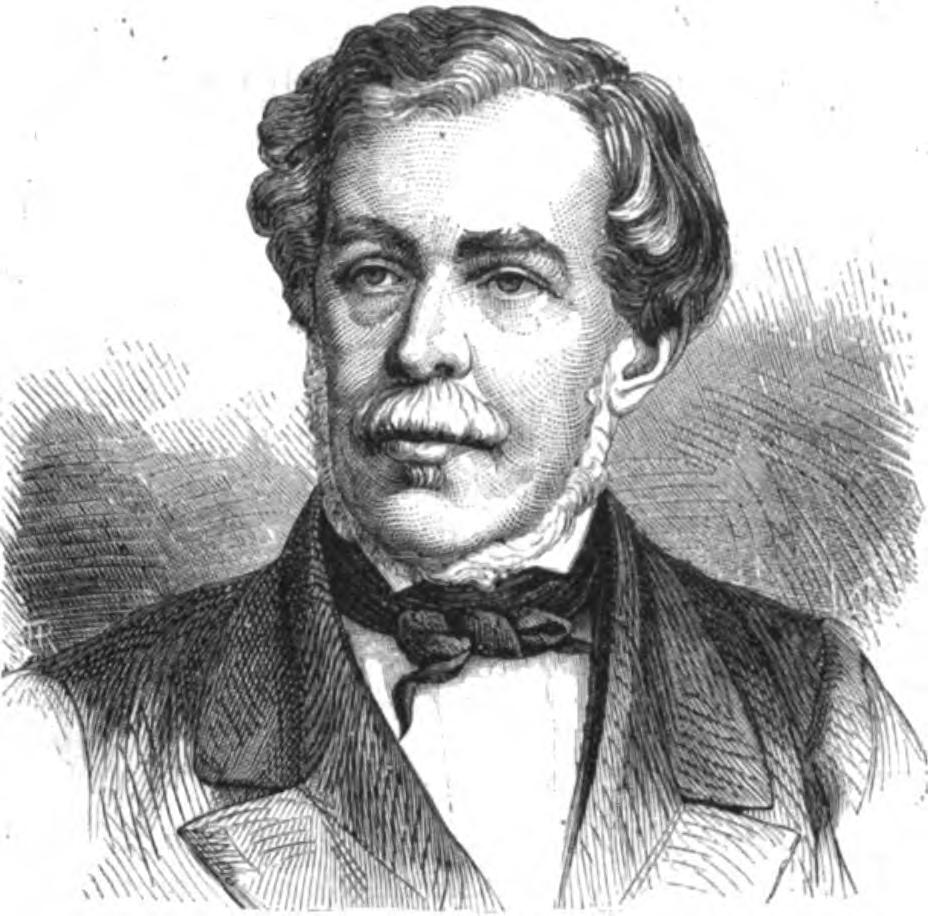
1866

El 1866 va ser nomenat Comandant general de l'Exèrcit del Brasil. Després del desastre militar de les forces de la Triple Aliança en la batalla de Curupayty, va assumir el comandament de les tropes. Teòricament estava subordinat al president argentí Bartolomé Mitre, però a la pràctica va actuar pel seu propi compte. Va trobar-se amb un exèrcit molt desorganitzat, per la qual cosa va invertir molts mesos a restablir la disciplina, ensinistrar les tropes i a reconèixer el terreny. Va ser el comandant militar més reeixit durant la guerra, ja que va dirigir les victòries a Humaitá i Asunción. Gràcies a la seva tasca, Pere II del Brasil va concedir-li el títol de Duc de Caxias, esdevenint l'única persona en obtenir un ducat de mans de Pere II (el seu pare, Pere I, n'havia atorgat dos més).
Va deixar el front al Paraguai i va tornar a Rio de Janeiro, on va exercir com a senador i va dirigir l'oposició del Partit Conservador contra el Partit Liberal. El 1875 va ser nomenat per tercera vegada President del Consell de Ministres, al capdavant d'un gabinet dominat per João Maurício Wanderley. Va deixar a aquest el maneig de l'economia i les relacions exteriors, concentrant-se en la modernització militar, la solució dels creixents clams popular contra l'esclavitud i el conflicte amb l'Església; va iniciar també la modernització del sistema electoral, fins llavors excessivament restrictiu.
Va morir el 7 de maig de 1880 en la seva finca de Santa Mônica, al districte de Desengano, prop de Rio. En presència de l'emperador Pere II, Lima e Silva va ser enterrat al costat de la seva esposa en el Cementiri de Catumbí. Des de 1949, les seves restes descansen en el Panteó del Duc de Caxias.

## Homenatges

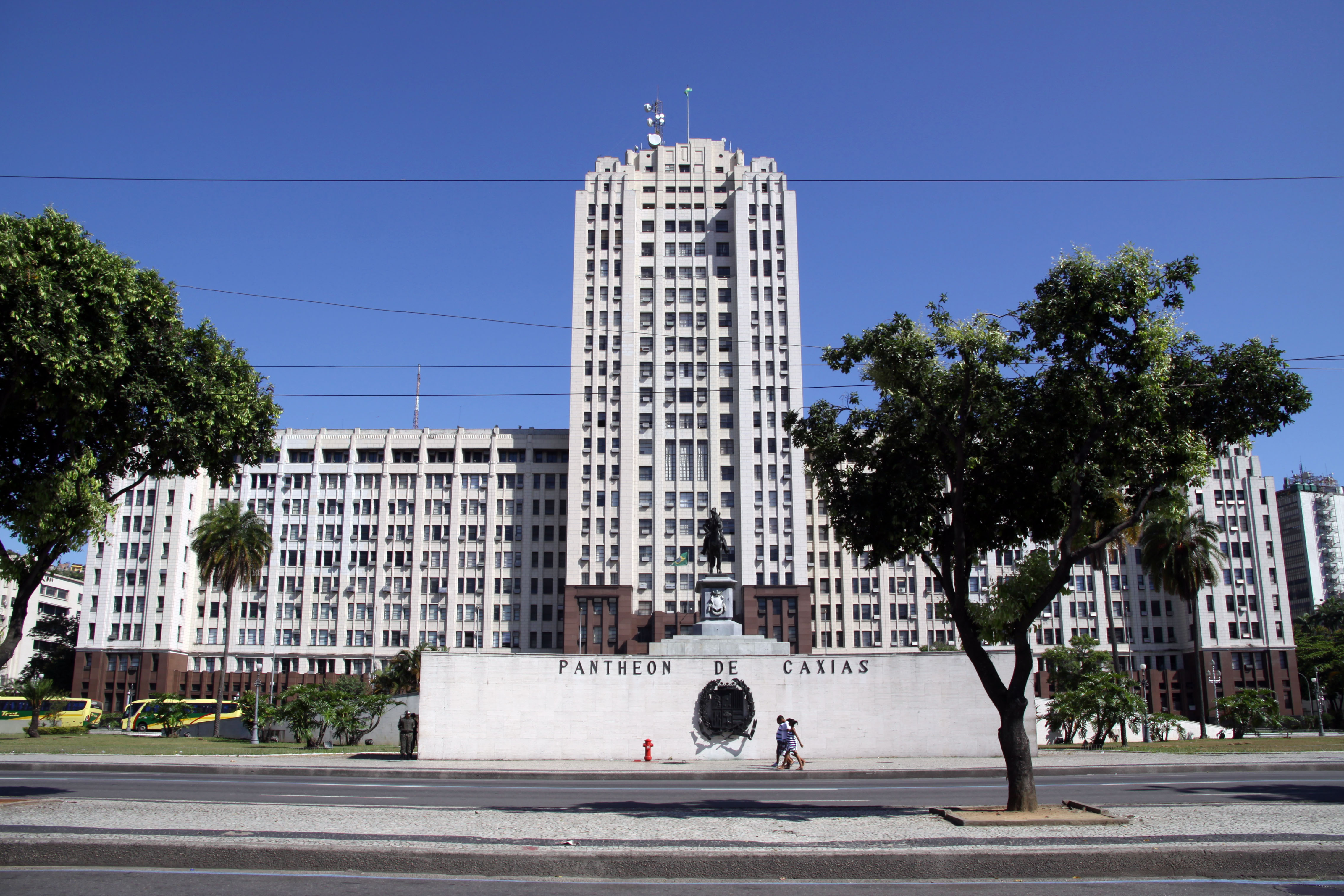
El panteó on descansen les restes de Lima e Silva, davant del Palácio Duque de Caxias, quarter general del Comandament Militar de l'Est.

Entre les condecoracions que va rebre el Duc, destaquen les Grans Creus de l'Orde de la Creu del Sud, de l'Orde de la Rosa, de l'Orde Imperial de Pere I, de l'Orde de São Bento de Avis i de l'Orde de Nossa Senhora da Conceição de Vila Viçosa.
Avui dia és un dels personatges més homenatjats al seu país, fora dels seus governants: porten el seu nom dues ciutats al Brasil: Duque de Caxias (el municipi on va néixer) i Caxias do Sul, a més d'existir el Palácio Duque de Caxias a Rio de Janeiro. Porten el seu nom carrers i avingudes en nombroses ciutats del seu país. El 1962 va ser nomenat Patró de l'Exèrcit del Brasil i el 25 d'agost, data del seu aniversari, és oficialment el Dia del Soldat.
En virtut de la Llei Federal núm. 10641, de 2003, el Congrés Nacional del Brasil va decretar la inscripció de Luís Alves de Lima e Silva en el Llibre dels Herois i Heroïnes de la Pàtria, un memorial cenotàfic situat dintre del Panteó de la Pàtria i de la Llibertat Tancredo Neves de Brasília, creat per honorar la memòria de les persones que millor van servir al país en la seva defensa i construcció.